# Berend Ketel
Berend Ketel  (circa 1560 - circa 1628) was een Nederlandse schulte.

## Leven en werk
Ketel was mogelijk een zoon van de schulte van Meppel Thijs Ketel. Hij was al schulte van Diever in 1593. De schulte van Diever was een bannerschulte, dat wil zeggen hoofdschulte voor het Dieverderdingspel. Hij bouwde in 1604 in Diever in het schultehuis. Dit huis werd door zes leden van de familie Ketel in de periode van 1604 tot 1737 daadwerkelijk als schultewoning gebruikt. Het gebouw is thans een rijksmonument in het bezit van Het Drentse Landschap en vormt het onderkomen van het Archeologisch Centrum West-Drenthe.
Ketel sloot in 1612 een overeenkomst  met de Amsterdamse koopman Berend Everts Keteltas en de Eigenerfden van Diever over de ontginning van de Dieverder en Leggeler Smildervenen. Het is het begin van de exploitatie van dit Drentse veengebied, waarbij ook de Amsterdammer Adriaan Pauw, de latere raadpensionaris van Holland, werd betrokken, evenals de bestuurder de Landschap Drenthe Gerhard Struuck.
Ketel was getrouwd met Hermanna Arents. Hij werd als schulte van Diever achtereenvolgens opgevolgd door zijn zonen Helmich (vanaf omstreeks 1622) en Richard (vanaf omstreeks 1644).